# Aureliano Capelo Veloso
Aureliano Capelo Pires Veloso (Folgosinho, 25 de fevereiro de 1924 — Porto, 12 de junho de 2019) foi o primeiro presidente da Câmara Municipal do Porto democraticamente eleito, após o 25 de abril em Portugal.

## Biografia
Aureliano Veloso licenciou-se em Engenharia Químico-Industrial pela Faculdade de Engenharia da Universidade do Porto em 1949. Foi eleito presidente da Câmara Municipal do Porto, como independente pelo Partido Socialista, nas primeiras eleições autárquicas realizadas no país. Governou a cidade entre 1977 e 1980.
Em 25 de abril de 2011, foi agraciado com a Medalha Municipal de Honra da cidade do Porto.
Aureliano Veloso é irmão do general Pires Veloso e pai do cantor Rui Veloso.